# Fonctionnalisme (philosophie)
Pour les articles homonymes, voir Fonctionnalisme.
En philosophie de l'esprit, le fonctionnalisme est une théorie selon laquelle les états mentaux (comme la douleur) sont définis par leur rôle causal ou leur fonction, et non par leur constitution interne. Le fonctionnalisme englobe le computationnalisme, théorie qui conçoit l'esprit comme un système de traitement de l'information et compare la pensée à un calcul.
Les théories fonctionnalistes sont le plus souvent physicalistes et soutiennent que les états mentaux peuvent être instanciés sur d'autres supports que le cerveau, par exemple sur des ordinateurs,.

## Théorie
La théorie fonctionnaliste comporte trois types de spécification :
- les spécifications d’entrées, les spécifications qui stipulent le genre de choses qui causent les états mentaux chez les personnes ;
- les spécifications des états internes qui décrivent les interactions causales des états mentaux ;
- les spécifications de sorties qui disent quels genres d’action ou de comportements sont causés par les états mentaux.

La machine de Turing est un exemple (abstrait) de machine qui peut fonctionner selon ce modèle. Un distributeur de cannettes fonctionne ainsi : il réagit aux entrées (on lui donne de la monnaie) et, en fonction de cela, fournit la cannette ou attend plus de sous.

Selon John Searle, qui s'oppose, d'une certaine façon, à l'interprétation d'Hilary Putnam selon laquelle le fonctionnalisme serait compatible avec une thèse dualiste sur les états mentaux et les états physiques, le fonctionnalisme est au contraire nécessairement un physicalisme : 

« Aucune de ces causes et de ces effets ne doivent être conçus comme comportant un élément mental. Ce ne sont que des séquences physiques. Le fonctionnaliste insiste pour qu’on comprenne bien qu’il ne dit pas qu’une croyance est un état mental irréductible qui, en plus, a les relations causales qui sont les siennes, mais plutôt qu’une croyance ne consiste qu’en ce qu’elle a ces relations causales. Une croyance peut consister en un paquet de stimulations neuronales, ou dans le niveau de tension électronique d’un ordinateur, ou encore dans la vase verte du Martien, ou quoi que ce soit d’autre, pourvu qu’elle fasse partie du bon schéma des relations de causes et d’effets. Une croyance, donc, ce n’est qu’une chose, un X, faisant partie du schème de relations causales, et elle est telle du fait qu’elle se situe à tel et tel endroit dans le schème de relations causales. »

 Dans cette mesure, le fonctionnalisme s'apparente à un béhaviorisme méthodologique : contrairement au behaviorisme ontologique, il n'affirme pas qu'il n'y a pas d'états mentaux. Mais, de même que le behaviorisme méthodologique, il laisse de côté les aspects subjectifs, qualitatifs, des états mentaux (ou qualia), c'est-à-dire l'ensemble des expériences subjectives qui peut faire l'objet, par exemple, d'un poème ou d'une déclaration amoureuse, ou du simple fait d'aimer telle couleur. On parle ainsi de « fonctionnalisme de la boîte noire ».

## Réalisabilité multiple
Une partie importante de certains arguments en faveur du fonctionnalisme est l'idée de la réalisabilité multiple. Selon les théories fonctionnalistes standard, les états mentaux correspondent à des rôles fonctionnels. Ils sont comme des valves ; une valve peut être en plastique, en métal ou en d'autres matériaux, à condition qu'elle remplisse la fonction appropriée (contrôle du débit d'un liquide ou d'un gaz). De même, soutiennent les fonctionnalistes, les états mentaux peuvent être expliqués sans tenir compte des états du support physique sous-jacent (tel que le cerveau) qui les réalise ; il suffit de considérer les fonctions de niveau supérieur. Parce que les états mentaux ne sont pas limités à un support particulier, ils peuvent être réalisés de plusieurs manières, y compris, théoriquement, au sein de systèmes non biologiques, tels que les ordinateurs. Une machine à base de silicium pourrait avoir le même genre de vie mentale qu'un être humain, à condition que sa structure réalise les rôles fonctionnels appropriés.
Cependant, il y a eu quelques théories fonctionnalistes qui se combinent avec la théorie de l'identité de l'esprit, et qui nient la réalisabilité multiple. De telles théories de la spécification fonctionnelle (TSP), comme on les appelle, ont été notamment développées par David Lewis et David M. Armstrong. Selon les TSP, les états mentaux sont les « réalisateurs » particuliers du rôle fonctionnel, et non le rôle fonctionnel lui-même. L'état mental de croyance, par exemple, est tout simplement n'importe quel processus cérébral ou neurologique qui réalise la fonction de croyance appropriée. Ainsi, contrairement aux versions standard du fonctionnalisme (souvent appelées « théories de l'identité d'état fonctionnel »), les TSP ne permettent pas la réalisation multiple des états mentaux, car le fait que les états mentaux soient réalisés par des états cérébraux est essentiel. Ce qui motive souvent ce point de vue est la croyance que si nous devions rencontrer une race extraterrestre avec un système cognitif composé de matériaux sensiblement différents de ceux des humains (par exemple, à base de silicium), mais remplissant les mêmes fonctions que les états mentaux humains (par exemple, ils ont tendance à crier « Aïe ! » lorsqu'on les pique avec des objets pointus), nous dirions que leur type d'état mental pourrait être similaire au nôtre, alors que ce n'est pas le cas. Pour certains, cela peut être un inconvénient pour les TSP. En effet, un des arguments d'Hilary Putnam, de sa version du fonctionnalisme reposait sur l'intuition que de telles créatures extraterrestres auraient les mêmes états mentaux que les humains, et que la réalisabilité multiple du fonctionnalisme standard en fait une meilleure théorie de l'esprit.

## Types
Une grande partie du « fonctionnalisme » peut être articulée de différentes manières (différents types).

### Fonctionnalisme de l'état-machine

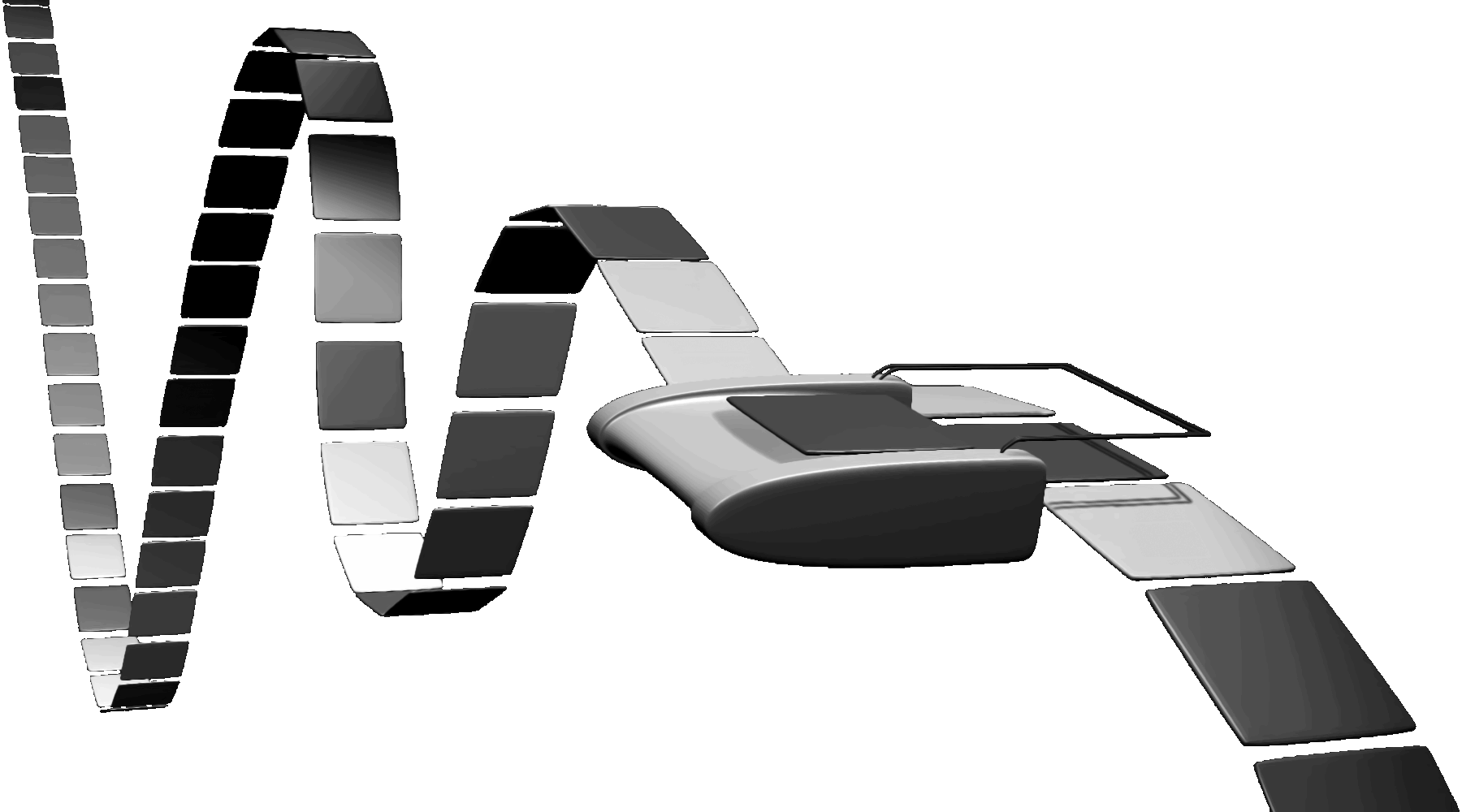
Représentation artistique d'une machine de Turing.

La première formulation d'une théorie fonctionnaliste de l'esprit a été proposée par Hilary Putnam, dans les années 1960. Cette formulation, qui est maintenant appelée fonctionnalisme de l'état-machine, ou simplement fonctionnalisme machine, a été inspirée par les analogies que Putnam et d'autres ont noté entre l'esprit et la machine théorique ou ordinateur capable de calculer n'importe quel algorithme développé par Alan Turing (appelé machine de Turing). Putnam lui-même, au milieu des années 1970, avait commencé à remettre en question cette position. Le début de son opposition au fonctionnalisme de l'état-machine peut être lu dans son expérience de la Terre jumelle.
En termes non techniques, une machine de Turing n'est pas un objet physique, mais plutôt une machine abstraite construite sur un modèle mathématique. Typiquement, une machine de Turing a une bande horizontale divisée en cellules rectangulaires disposées de gauche à droite. La bande elle-même a une longueur infinie et chaque cellule peut contenir un symbole. Les symboles utilisés pour une "machine" donnée peuvent varier. La machine a une tête de lecture-écriture qui scanne les cellules et se déplace dans les directions gauche et droite. L'action de la machine est déterminée par le symbole dans la cellule en cours de balayage et par un tableau de règles de transition qui sert de programme. En raison de la bande infinie, une machine de Turing traditionnelle dispose d'un temps infini pour calculer une fonction particulière ou un nombre quelconque de fonctions. Dans l'exemple ci-dessous, chaque cellule est soit vide (V) ou a un 1 écrit dessus. Ce sont les entrées de la machine. Les sorties possibles sont :
- Arrêt : Ne rien faire.
- D : se déplace d'une case vers la droite.
- G : se déplace d'une case vers la gauche.
- V : effacez tout ce qui se trouve sur le carré.
- 1 : effacez tout ce qui se trouve sur le carré et imprimez un 1.

Voici un exemple extrêmement simple d'une machine de Turing qui écrit la séquence « 111 » après avoir scanné trois cases, puis s'arrête comme spécifié par le tableau de règles de transition suivant :
|   | État 1                           | État 2                           | État 3                          |
| V | écrire 1 ; rester dans l'état 1  | écrire 1 ; rester dans l'état 2  | écrire 1 ; rester dans l'état 3 |
| 1 | aller à droite; aller à l'état 2 | aller à droite; aller à l'état 3 | [arrêt]                         |

Ce tableau indique que si la machine est dans le premier état et numérise un carré vide (V), elle imprimera un 1 et restera dans l'état 1. Si elle est dans l'état 1 et lit un 1, elle se déplacera d'une case vers la droite et passera également à l'état 2. Si elle est dans l'état 2 et lit un vide (V), elle imprimera un 1 et restera dans l'état 2. Si elle est dans l'état 2 et lit un 1, elle se déplacera d'une case vers la droite et passera à l'état 3. Si elle est dans l'état 3 et lit un vide (V), elle imprime un 1 et reste dans l'état 3. Enfin, si elle est dans l'état 3 et lit un 1, alors elle s'arrête.
Le point essentiel à considérer ici est la nature des états de la machine de Turing. Chaque état peut être défini exclusivement en fonction de ses relations avec les autres états ainsi que des entrées et des sorties. L'état 1, par exemple, est simplement l'état dans lequel la machine, si elle lit un vide (V), écrit un 1 et reste dans cet état, et dans lequel, si elle lit un 1, elle se déplace d'une case vers la droite et passe dans un état différent. C'est la définition fonctionnelle de l'état 1 ; c'est son rôle causal dans le système global. Les détails sur la façon dont elle accomplit ce qu'elle accomplit et sur sa constitution matérielle sont complètement hors de propos.
Le point ci-dessus est essentiel pour comprendre le fonctionnalisme de l'état-machine. Puisque les machines de Turing ne sont pas obligées d'être des systèmes physiques, "tout ce qui est capable de passer par une succession d'états dans le temps peut être une machine de Turing". Étant donné que les organismes biologiques « passent par une succession d'états dans le temps », de tels organismes pourraient également être équivalents à des machines de Turing.
Selon le fonctionnalisme de l'état-machine, la nature d'un état mental est exactement comme la nature des états de la machine de Turing décrits ci-dessus. Si l'on peut montrer que le fonctionnement rationnel et les compétences informatiques de ces machines sont comparables au fonctionnement rationnel et aux compétences informatiques des êtres humains, il s'ensuit que le comportement de la machine de Turing ressemble étroitement à celui des êtres humains. Par conséquent, ce n'est pas une composition physico-chimique particulière qui est responsable de la machine ou de l'état mental particulier, ce sont les règles de programmation qui produisent les effets qui sont responsables. En d'autres termes, toute préférence rationnelle est due aux règles suivies et non à la composition matérielle spécifique de l'agent.

### Psycho-fonctionnalisme
Une deuxième forme de fonctionnalisme repose sur le rejet des théories béhavioristes en psychologie et leur remplacement par des modèles cognitifs empiriques de l'esprit. Ce point de vue est le plus étroitement associé à Jerry Fodor et Zenon Pylyshyn (en) et a été qualifié de psycho-fonctionnalisme.
L'idée fondamentale du psycho-fonctionnalisme est que la psychologie est une science irréductiblement complexe et que les termes que nous utilisons pour décrire les entités et les propriétés de l'esprit dans nos meilleures théories psychologiques ne peuvent pas être redéfinis en termes de simples dispositions comportementales, et en outre, qu'une telle redéfinition ne serait ni souhaitable ni importante si elle était réalisable. Les psycho-fonctionnalistes considèrent la psychologie comme employant les mêmes sortes d'explications irréductiblement téléologiques ou intentionnelles que les sciences biologiques. Ainsi, par exemple, la fonction ou le rôle du cœur est de pomper le sang, celui du rein est de le filtrer et de maintenir certains équilibres chimiques et ainsi de suite — c'est ce qui explique les fins de l'explication scientifique et de la taxonomie. Il peut y avoir une variété infinie de réalisations physiques pour tous les mécanismes, mais ce qui est important c'est seulement leur rôle dans la théorie biologique globale. De manière analogue, le rôle des états mentaux, tels que la croyance et le désir, est déterminé par le rôle fonctionnel ou causal qui leur est désigné au sein de notre meilleure théorie psychologique « scientifique ». S'il est déterminé qu'un état mental postulé par la psychologie populaire (par exemple l'hystérie) n'a aucun rôle fondamental dans l'explication psychologique cognitive, alors cet état particulier peut être considéré comme n'existant pas. D'un autre côté, s'il s'avère qu'il existe des états que la psychologie cognitive théorique pose comme nécessaires à l'explication du comportement humain mais qui ne sont pas prévus par le langage psychologique populaire ordinaire, alors ces entités ou états existent.

### Fonctionnalisme analytique
Une troisième forme de fonctionnalisme concerne les significations des termes théoriques en général. Ce point de vue est le plus étroitement associé à David Lewis et est souvent appelé fonctionnalisme analytique ou fonctionnalisme conceptuel. L'idée de base du fonctionnalisme analytique est que les termes théoriques sont implicitement définis par les théories dans lesquelles ils sont formulés et non par les propriétés intrinsèques des phonèmes qu'ils comprennent. Dans le cas des termes du langage ordinaire, tels que « croyance », « désir » ou « la faim », l'idée est que ces termes tirent leur signification dans le sens commun de la « psychologie populaire », mais que de telles conceptualisations ne sont pas suffisantes pour résister à la rigueur imposée par les théories matérialistes de la réalité et de la causalité. Ces termes font l'objet d'analyses conceptuelles qui prennent la forme suivante :
L'état mental M est l'état préconçu par P et provoque Q.
Par exemple, l'état de « douleur » est « provoqué » par le fait de s'asseoir sur une punaise et « provoque » de forts cris, et des états mentaux d'ordre supérieur de colère et de ressentiment dirigés contre la personne imprudente qui a laissé une punaise traîner. Ces sortes de définitions fonctionnelles en matière de rôles causaux sont prétendues être des vérités analytiques et a priori sur les états sous-mentaux et les attitudes propositionnelles (en grande partie fictives) qu'ils décrivent. Par conséquent, ses partisans sont connus sous le nom de fonctionnalistes « analytiques » ou « conceptuels ». La différence essentielle entre l'analytique et le psycho-fonctionnalisme est que ce dernier met l'accent sur l'importance de l'observation et de l'expérimentation en laboratoire pour déterminer quels termes et concepts d'état mental sont authentiques et quelles identifications fonctionnelles peuvent être considérées comme des identités véritablement contingentes et a posteriori. Le premier, d'autre part, prétend que de telles identités sont nécessairement vraies et ne sont pas soumises à une enquête scientifique empirique.

### Fonctionnalisme homunculaire
Le fonctionnalisme homunculaire a été développé en grande partie par Daniel Dennett et a été préconisé par William Lycan (en). Il est né en réponse aux défis que représente pour les formes plus traditionnelles du fonctionnalisme les expériences de pensée du cerveau chinois (ou nation chinoise) de Ned Block et de la Chambre chinoise de John Searle (voir ci-dessous sous "Critique"). En tentant de surmonter les difficultés conceptuelles nées de l'idée d'une nation pleine de Chinois câblés ensemble, chaque personne travaillant comme un seul neurone pour produire dans l'ensemble câblé les états mentaux fonctionnels d'un esprit individuel, de nombreux fonctionnalistes ont simplement mordu la balle, pour ainsi dire, et ont fait valoir qu'une telle nation chinoise posséderait en effet toutes les propriétés qualitatives et intentionnelles d'un esprit ; c'est-à-dire qu'il deviendrait une sorte d'esprit systémique ou collectif avec des attitudes propositionnelles et d'autres caractéristiques mentales. Quelle que soit la valeur de cette dernière hypothèse, on objecta immédiatement qu'elle impliquait une sorte de survenance mental-mental inacceptable : l' esprit systémique qui d'une manière ou d'une autre a émergé au niveau supérieur doit nécessairement survenir dans les esprits individuels de chaque membre individuel de la nation chinoise, pour s'en tenir à la formulation de Block. Mais cela semblerait mettre sérieusement en doute, sinon contredire directement, l'idée fondamentale de la thèse de la survenance : il ne peut y avoir de changement dans le domaine mental sans un changement dans le substrat physique sous-jacent. Étant donné la transitivité de la survenance, si l'état mental M1 survient sur M2 et M2 survient sur P (base physique), alors M1 et M2 surviennent tous les deux sur P, même s'ils sont (prétendument) des ensembles d'états mentaux totalement différents.
Puisque la survenance esprit-esprit semblait être devenue acceptable dans les cercles fonctionnalistes, il semblait à certains que la seule façon de résoudre le casse-tête était de postuler l'existence de toute une série hiérarchique de niveaux mentaux (analogue à des homoncules) de moins en moins sophistiqués en matière d'organisation fonctionnelle et de composition physique jusqu'au niveau des neurones physico-mécanique. Les homoncules à chaque niveau, de ce point de vue, ont des propriétés mentales authentiques, mais deviennent plus simples et moins intelligents au fur et à mesure que l'on descend dans la hiérarchie.

### Fonctionnalisme mécaniste
Le fonctionnalisme mécaniste, formulé à l'origine et défendu par Gualtiero Piccinini et Carl Gillett, indépendamment, apporte une précision concernant les états mentaux des autres types de fonctionnalisme en soutenant que toute explication psychologique doit être rendue en termes mécanistes. C'est-à-dire qu'au lieu que les états mentaux reçoivent une explication purement fonctionnelle en termes de leurs relations avec d'autres états mentaux, comme ceux énumérés ci-dessus, les fonctions sont considérées comme ne jouant qu'un rôle - l'autre rôle étant joué par des structures - de l'explication d'un état mental donné.
Une explication mécaniste consiste à décomposer un système donné, dans ce cas un système mental, en ses composants physiques, leurs activités ou fonctions, et leurs relations organisationnelles combinées. De ce fait, le système mental reste un système fonctionnel, mais compris en termes mécanistes. Cette explication reste une sorte de fonctionnalisme parce que les relations fonctionnelles sont toujours essentielles aux états mentaux, mais elle est mécaniste parce que les relations fonctionnelles sont toujours des manifestations de structures concrètes — bien que ses structures soient à un certain niveau d'abstraction. Les fonctions sont individualisées et expliquées soit en termes de contributions qu'elles apportent au système donné, soit comme causes finales. Si les fonctions sont comprises en termes de causes finales, alors elles peuvent être caractérisées ou non dans l'étude de l'ensemble des causes du phénomène (voir Étiologie).
Le fonctionnalisme mécaniste tend vers l'intégration de la psychologie avec les neurosciences, contrairement au fonctionnalisme traditionnel qui tend à les éloigner. En fournissant un cadre applicable pour fusionner les modèles psychologiques traditionnels avec les données neurologiques, le fonctionnalisme mécaniste peut être compris comme conciliant la théorie fonctionnaliste de l'esprit avec les comptes rendus neurologiques du fonctionnement réel du cerveau. Cela est dû au fait que les explications mécanistes de la fonction tentent de rendre compte de la manière dont les états fonctionnels (états mentaux) sont physiquement réalisés par des mécanismes neurologiques.

## Critique
Dans un sondage de philosophes réalisé en 2020 par PhilPapers, le fonctionnalisme a émergé comme la théorie de la conscience la plus populaire, 33 % des répondants y adhérant, suivie du dualisme pour 22 % et de la théorie de l'identité pour 13 % et du panpsychisme pour 8 %. Néanmoins, le fonctionnalisme a des implications contre-intuitives, souvent critiquées à l'aide d'expériences de pensée.

### Cerveau chinois
Ned Block s'oppose à la proposition fonctionnaliste de la réalisabilité multiple, qui spécifie que l'aspect physique n'est pas pertinent et que seul le niveau fonctionnel est important. C'est en opposition à cette thèse qu'est élaborée l'expérience de pensée du « cerveau chinois » ou de la « nation chinoise ». Celle-ci consiste à supposer que toute la nation chinoise s'organise en système pour fonctionner comme un cerveau, chaque individu agissant comme un neurone. (L'énorme différence de vitesse de fonctionnement de chaque unité n'est pas abordée.). Selon le fonctionnalisme, tant que les gens remplissent les rôles fonctionnels appropriés, avec les relations causales appropriées entre les entrées et les sorties, le système sera un véritable esprit, avec des états mentaux, une conscience, etc. Cependant, fait valoir Block, c'est manifestement absurde, donc il doit y avoir quelque chose qui ne va pas avec la thèse du fonctionnalisme, car sinon, ce système permettrait d'être une description légitime d'un esprit.
Certains fonctionnalistes pensent que ce cerveau chinois aurait des qualia, mais qu'en raison de sa taille, il est impossible d'imaginer que ce cerveau chinois soit conscient. En effet, il se peut que nous soyons contraints par notre théorie de l'esprit et que nous ne puissions jamais comprendre à quoi ressemblerait la conscience de la nation chinoise. Par conséquent, si le fonctionnalisme est valide, les qualia existent sur tout le matériel ou n'existent pas du tout et sont une illusion.

### La chambre chinoise
L'argument de la chambre chinoise par John Searle est une attaque directe contre l'affirmation selon laquelle la pensée peut être représentée comme un ensemble de fonctions. L'expérience de pensée affirme qu'il est possible d'imiter une action intelligente sans aucune interprétation ou compréhension grâce à l'utilisation d'un système purement fonctionnel. En bref, Searle décrit une personne qui ne parle que l'anglais et qui se trouve dans une pièce avec uniquement des symboles chinois dans des paniers et un livre de règles en anglais pour déplacer les symboles. La personne reçoit ensuite l'ordre de personnes extérieures à la pièce de suivre le livre de règles pour envoyer certains symboles hors de la pièce lorsqu'on lui donne certains symboles. Supposons en outre que les personnes à l'extérieur de la pièce soient des locuteurs chinois et communiquent avec la personne à l'intérieur via les symboles chinois. Selon Searle, il serait absurde de prétendre que l'anglophone à l'intérieur connaît le chinois simplement sur la base de ces processus syntaxiques. Cette expérience de pensée tente de montrer que les systèmes qui opèrent simplement sur des processus syntaxiques (entrées et sorties, basés sur des algorithmes) ne peuvent réaliser aucune sémantique (sens) ou intentionnalité (à propos). Ainsi, Searle attaque l'idée que la pensée peut être assimilée à suivre un ensemble de règles syntaxiques ; c'est-à-dire que le fonctionnalisme est une théorie de l'esprit insuffisante .
En relation avec la nation chinoise de Block, de nombreux fonctionnalistes ont répondu à l'expérience de pensée de Searle en suggérant qu'il y avait une forme d'activité mentale en cours à un niveau supérieur à ce que l'homme dans la salle chinoise pouvait comprendre (la soi-disant « réponse du système »); c'est-à-dire que le système connaît le chinois. En réponse, Searle a suggéré que l'homme dans la pièce pourrait simplement mémoriser les règles et les relations symboliques. Encore une fois, même s'il imitait de manière convaincante la communication, il ne serait conscient que des symboles et des règles, pas de la signification qui les sous-tend.

### Spectre inversé

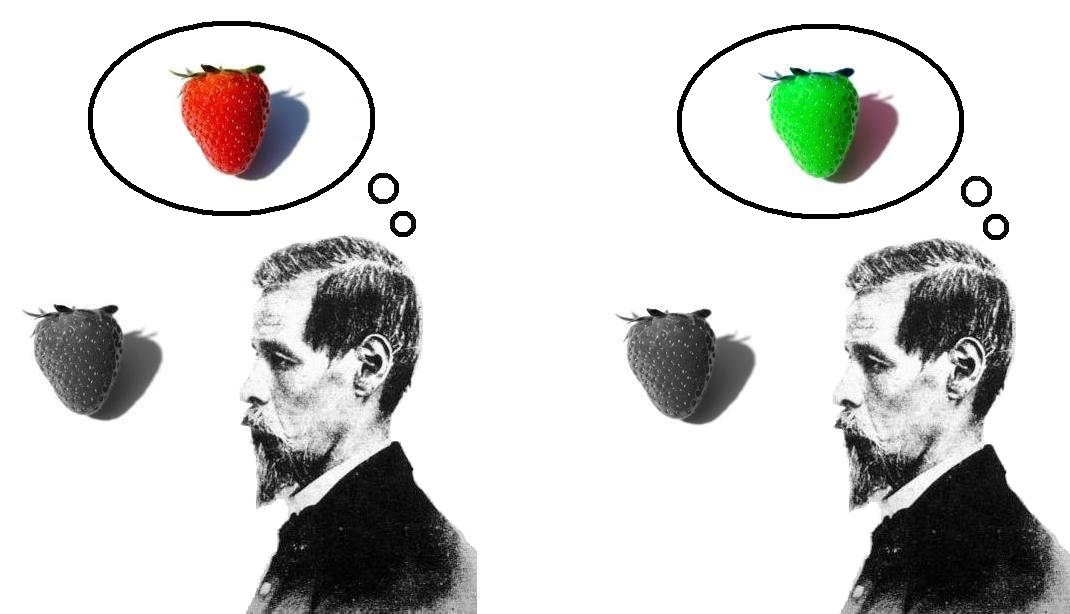
Qualia opposés de deux personnes regardant des fraises.

Une autre critique principale du fonctionnalisme est le scénario du spectre inversé ou des qualia inversés, plus spécifiquement proposé comme une objection au fonctionnalisme par Ned Block,. Cette expérience de pensée implique de supposer qu'il existe une personne, appelons-la Jane, qui est née avec une condition qui lui fait voir le spectre de couleur de façon inverse à ce qui est normalement perçu. Contrairement aux gens normaux, Jane voit la couleur violette comme jaune, orange comme bleu, et ainsi de suite. Donc, supposons, par exemple, que vous et Jane regardez la même orange. Alors que vous percevez le fruit en orange, Jane le voit en bleu. Cependant, lorsqu'on vous demande de quelle couleur est le fruit, vous et Jane répondez « orange ». En fait, on peut voir que toutes vos relations comportementales et fonctionnelles avec les couleurs seront les mêmes. Jane, par exemple, obéira correctement aux panneaux de signalisation comme toute autre personne, même si cela implique la perception des couleurs. Par conséquent, l'argument principal est le suivant : puisqu'il peut y avoir deux personnes qui sont fonctionnellement identiques, mais ont des états mentaux différents (différents dans leurs aspects qualitatifs ou phénoménologiques), le fonctionnalisme n'est pas assez robuste pour expliquer les différences individuelles reliées aux qualia.
David Chalmers essaie de montrer que même si le contenu mental ne peut pas être pleinement expliqué en termes fonctionnels, il existe néanmoins une « corrélation nomologique » entre les états mentaux et le profil fonctionnel. Un robot à base de silicium, par exemple, dont le profil fonctionnel correspond au nôtre, « devrait » être pleinement conscient. Son argumentation en faveur de cette affirmation prend la forme d'un raisonnement par l'absurde. Il envisage de remplacer progressivement un cerveau humain par des circuits fonctionnellement équivalents (neurone par neurone); l'idée générale est que puisqu'il serait très peu probable que l'être humain conscient expérimente un changement dans ses qualia et remarque le changement, les états mentaux et le profil fonctionnel semblent être indéniablement liés, du moins pour les entités qui se comportent comme des humains. Si les qualia du sujet devaient changer, on s'attendrait à ce que le sujet le remarque, et donc que son profil fonctionnel change. Un argument similaire est appliqué à la notion d'absence de qualia. Dans ce cas, Chalmers fait valoir qu'il serait très peu probable qu'un sujet expérimente une dégradation de ses qualia (qu'il ne remarque pas et à laquelle il ne répond pas).
Une critique connexe à l'argument du spectre inversé est qu'il suppose que les états mentaux peuvent être indépendants des relations fonctionnelles dans le cerveau. Ainsi, il soulève la question des états mentaux fonctionnels : il nie la possibilité du fonctionnalisme lui-même, sans offrir aucune justification indépendante pour le faire (le fonctionnalisme dit que les états mentaux sont produits par les relations fonctionnelles dans le cerveau). Ce même type de problème — qu'il n'y a pas d'argument, juste une hypothèse antithétique à leur base — peut également être relevé à la fois sur les arguments de la chambre chinoise et celui du cerveau chinois.